# 안병건
안병건(1988년 12월 8일 ~ )은 대한민국의 축구 선수이다.